# 東急線西武線まるごときっぷ

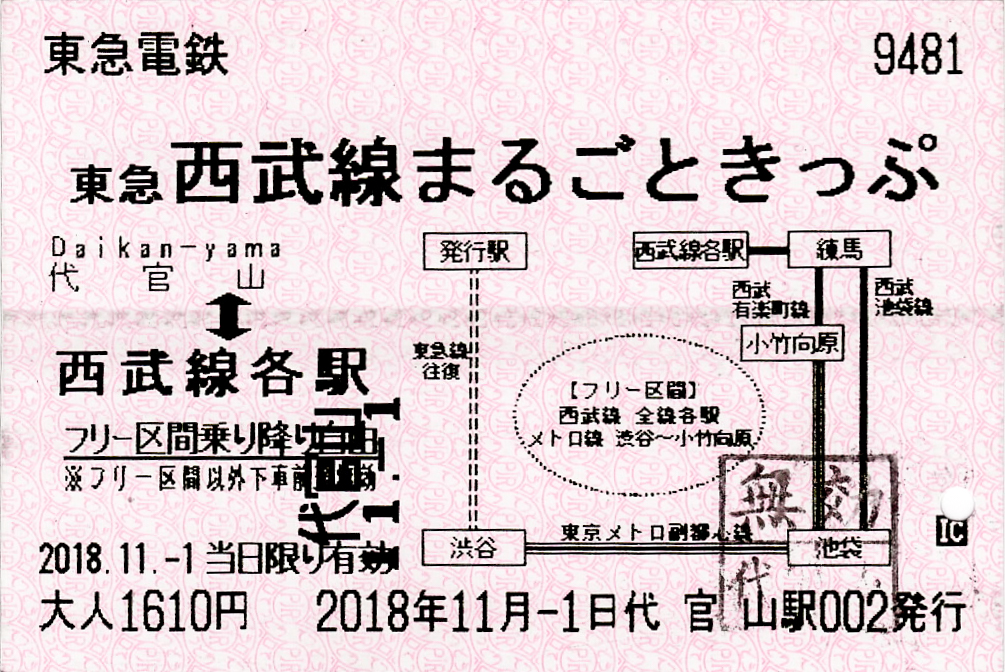
東急・西武線まるごときっぷ

東急線西武線まるごときっぷ（とうきゅうせんせいぶせんまるごときっぷ）は、2013年3月16日の東急電鉄（東急）東横線・東京地下鉄（東京メトロ）副都心線の直通運転開始にあわせて、東京急行電鉄より発売された企画乗車券である。2019年10月1日、「東急・西武線まるごときっぷ」より名称変更。

## 概要

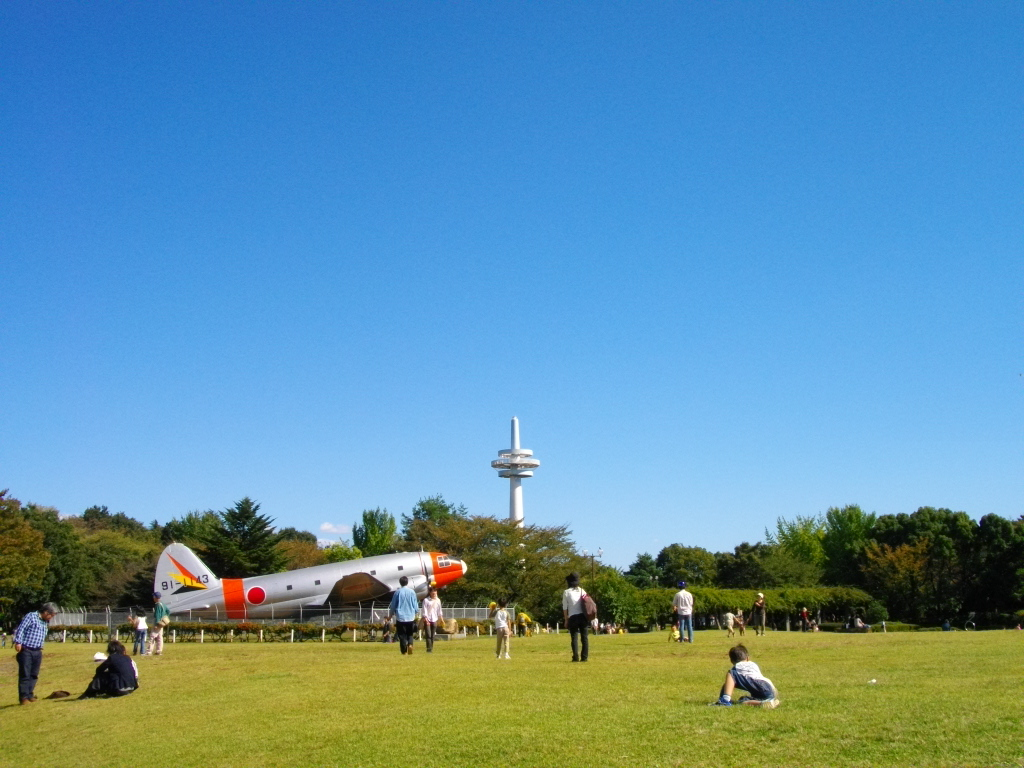
所沢航空記念公園

東急の沿線各駅から東京メトロ副都心線（以下副都心線）を経由して、西武鉄道全線（西武多摩川線も含む）が1日乗り放題となる企画乗車券。西武鉄道方面からは、東急線や横浜高速鉄道みなとみらい線の一部区間が乗り放題となる「トライアングルチケット」「西武横浜ベイサイドきっぷ」が発売されている。
「東急西武線まるごときっぷ」では、東急各駅から渋谷駅を経由し、直通運転が行われている副都心線の小竹向原駅から西武有楽町線・西武池袋線経由で西武線に乗るパターンと、新宿三丁目駅から徒歩などで西武新宿線西武新宿駅にアクセスするパターンが利用できる。また副都心線内も渋谷 - 小竹向原間が乗り放題であるため、池袋駅で西武線と副都心線の相互の乗り換えも可能である。西武線で運行されている「小江戸」の特急「レッドアロー号」「ちちぶ」「むさし」などの特急「ラビュー」、また、東急東横線・副都心線に乗り入れている｢S-TRAIN｣に乗るには別途、特急券（特急「レッドアロー」「ラビュー」）、指定席券（S-TRAIN）が必要となる。また、西武多摩川線は西武鉄道の他路線と接続していないので最短の武蔵境駅～国分寺駅間（JR中央線経由）はほかの切符で有料となる。